# Tabularium
Het Tabularium uit 78 v.Chr. was het staatsarchief van het antieke Rome. Het gebouw sluit het Forum Romanum af aan de westzijde en leunt tegen de Capitolijn aan.

## Geschiedenis
Het Tabularium werd in de Romeinse tijd als staatsarchief gebouwd aan de westzijde van het Forum Romanum. Het overbrugt het hoogteverschil met de Capitolijn, de heuvel waartegen het gebouw aanleunt, en is het enige antieke gebouw op die heuvel dat nog deels overeind staat. 
Na de brand op de Capitolijn in 83 v.Chr. werd het Tabularium in 78 v.Chr. in opdracht van de Senaat gebouwd door consul Quintus Lutatius Catulus en ook door hem bekostigd. De architect was Lucius Cornelius uit Ostia. Deze gegevens blijken uit inscripties over de bouw die te zien zijn bij de ingang van het Tabularium aan de noordzijde van het Palazzo Senatorio.
In de middeleeuwen werd de bovenste verdieping gebruikt als zoutopslagplaats en de onderste als gevangenis. Na de oudheid werd op de resten van het Tabularium een versterking van de familie Corsi gebouwd, die later werd vervangen door het Palazzo Senatorio.

## Exterieur
Het exterieur van het Tabularium is nog duidelijk te zien vanaf het Forum Romanum. Aan de westzijde daarvan verrijst de 73,60 meter lange muur, opgetrokken in regelmatige rijen van blokken tufsteen en peperino in opus quadratum. In de muur bevinden zich zes smalle vensters, die corresponderen met een reeks vertrekken, te bereiken via een trap in travertijn die nog relatief goed bewaard is. Deze trap leidde naar beneden vanaf een doorgang die afgesloten werd wanneer de tempel van Vespasianus en Titus werd gebouwd.
Boven die grotendeels gesloten muur waren nog twee verdiepingen met aan de zijde van het Forum Romanum elf bogen die steunden op Dorische halfzuilen in peperino, met kapitelen en architraaf in travertijn. Daarvan zijn slechts drie bogen op de eerste verdieping behouden; de andere zijn in de 15de eeuw dichtgemetseld ten tijde van paus Martinus V. Door het hoogteverschil tussen het Forum Romanum en de Capitolijn stemt de eerste verdieping van de bogenrij overeen met de oorspronkelijke hoogte van de heuvel. 
De tweede verdieping van de bogenrij is niet bewaard. In de plaats daarvan verrijst bovenop de eerste verdieping de achterzijde van het Palazzo Senatorio, het stadhuis van Rome.
De toren aan de rechterzijde tegen het Tabularium aanleunt, dateert uit 1451 en werd gebouwd door paus Nicolaas V.

## Interieur
Achter de bogen bevond zich een galerij onderverdeeld in sectoren die op iedere boog aansloten.   
Tegenwoordig is het Tabularium weer opengesteld voor bezoekers van de Capitolijnse musea. De twee vestigingen van dat museum, het Palazzo dei Conservatori en het Palazzo Nuovo, zijn verbonden met een ondergrondse gang waarin de Galleria Lapidaria van het museum is ondergebracht. Ongeveer op het midden van de Galleria Lapidaria sluit een dwarsgang aan die over een afdalende trap leidt naar het Tabularium en de porticus met de bogen die uitzien op het Forum Romanum. 
In die porticus worden enkele originele archeologische fragmenten van het Forum bewaard: het reliëf van de Lacus Curtius, een fragment van de kroonlijst van de Tempel van de Concordia en een fragment van de architraaf van de Tempel van Vespasianus en Titus waarop voorwerpen zijn afgebeeld die werden gebruikt bij een rituele slachting. Ook heeft men vanuit de porticus een uniek uitzicht op het Forum Romanum en de Palatijn.  

## Galerij

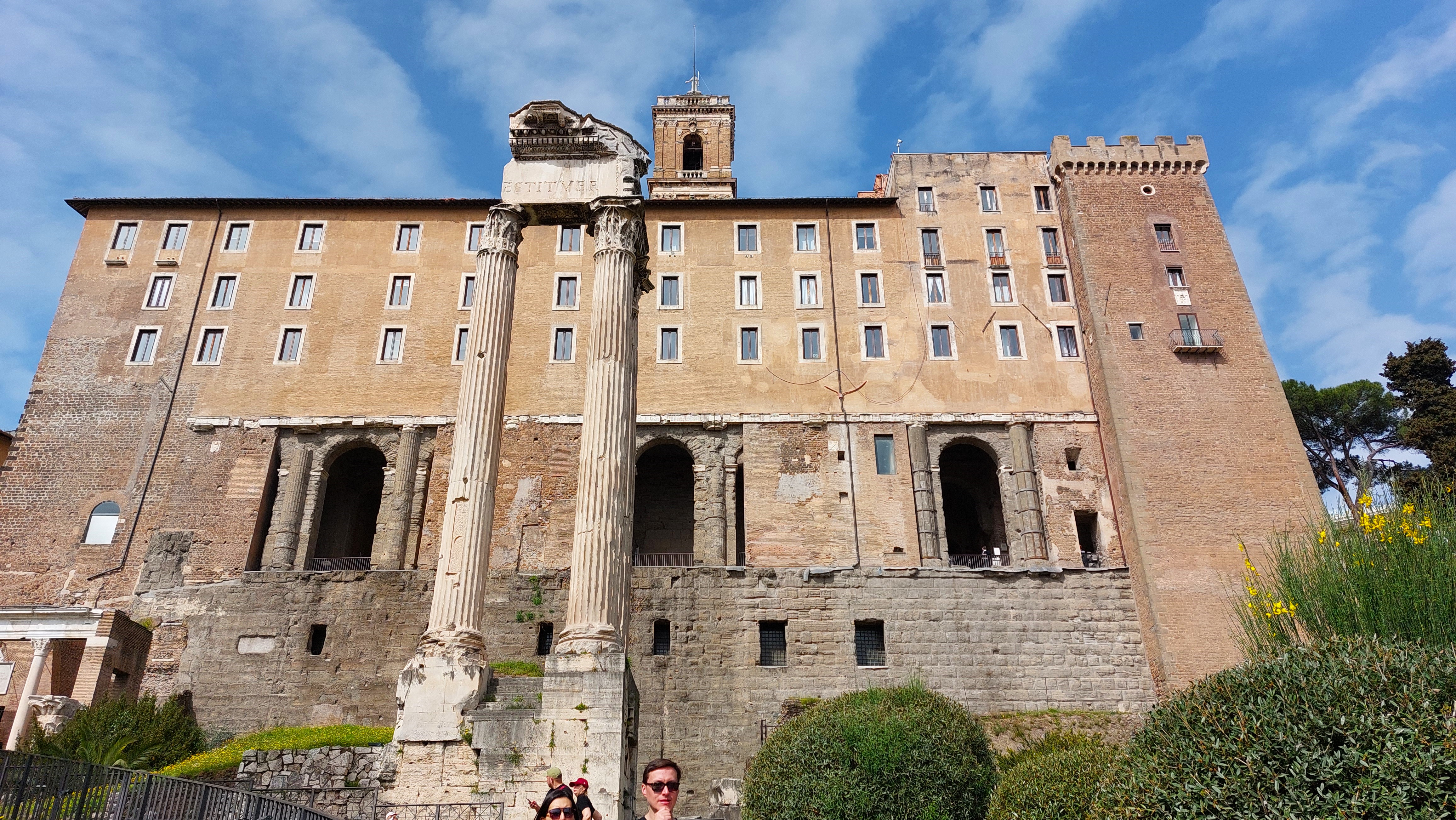
Het Tabularium, de zuilen van de Tempel van Vespasianus en Titus, en de Toren van Nicolaas V
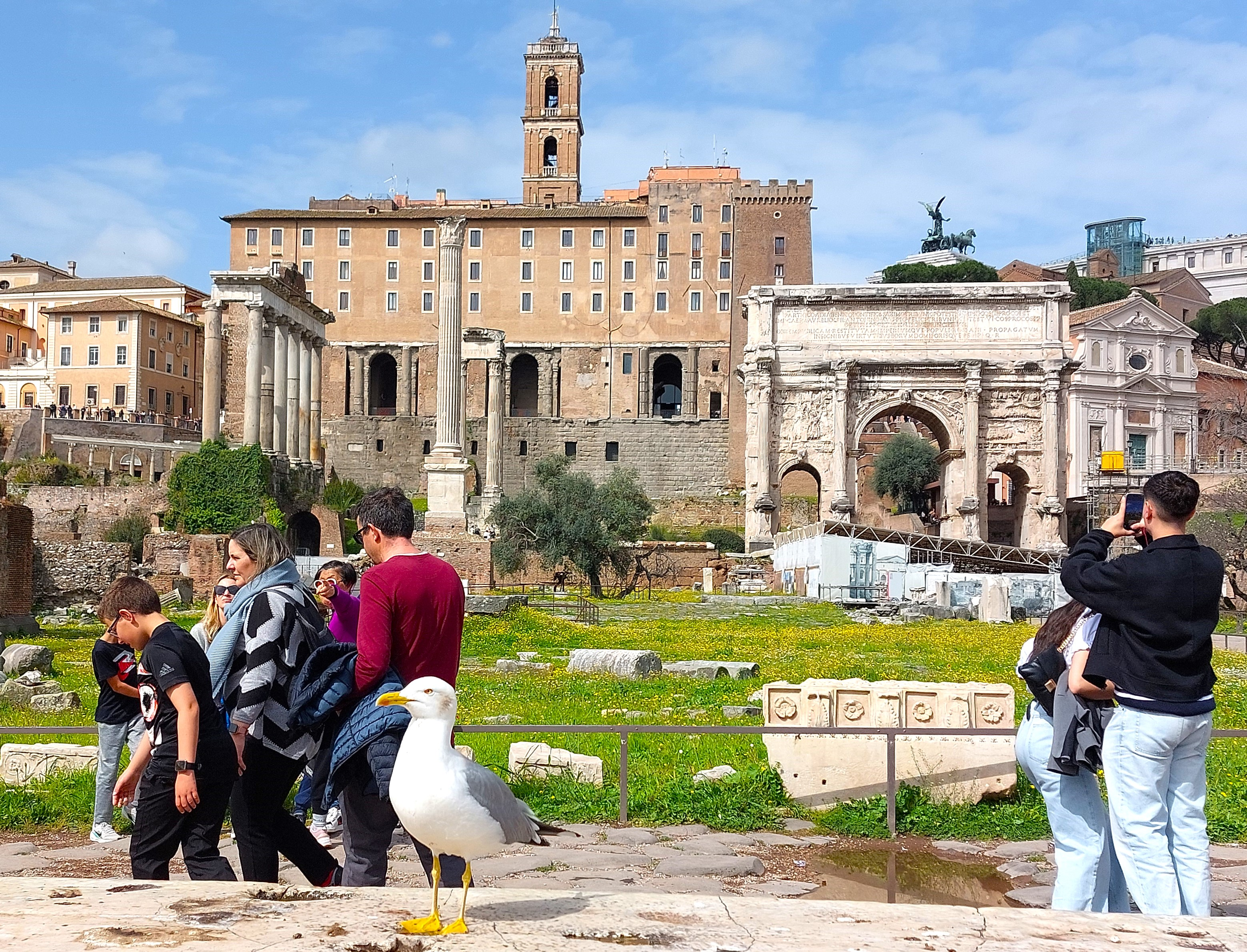
Het Tabularium gezien vanaf de Tempel van Divus Julius
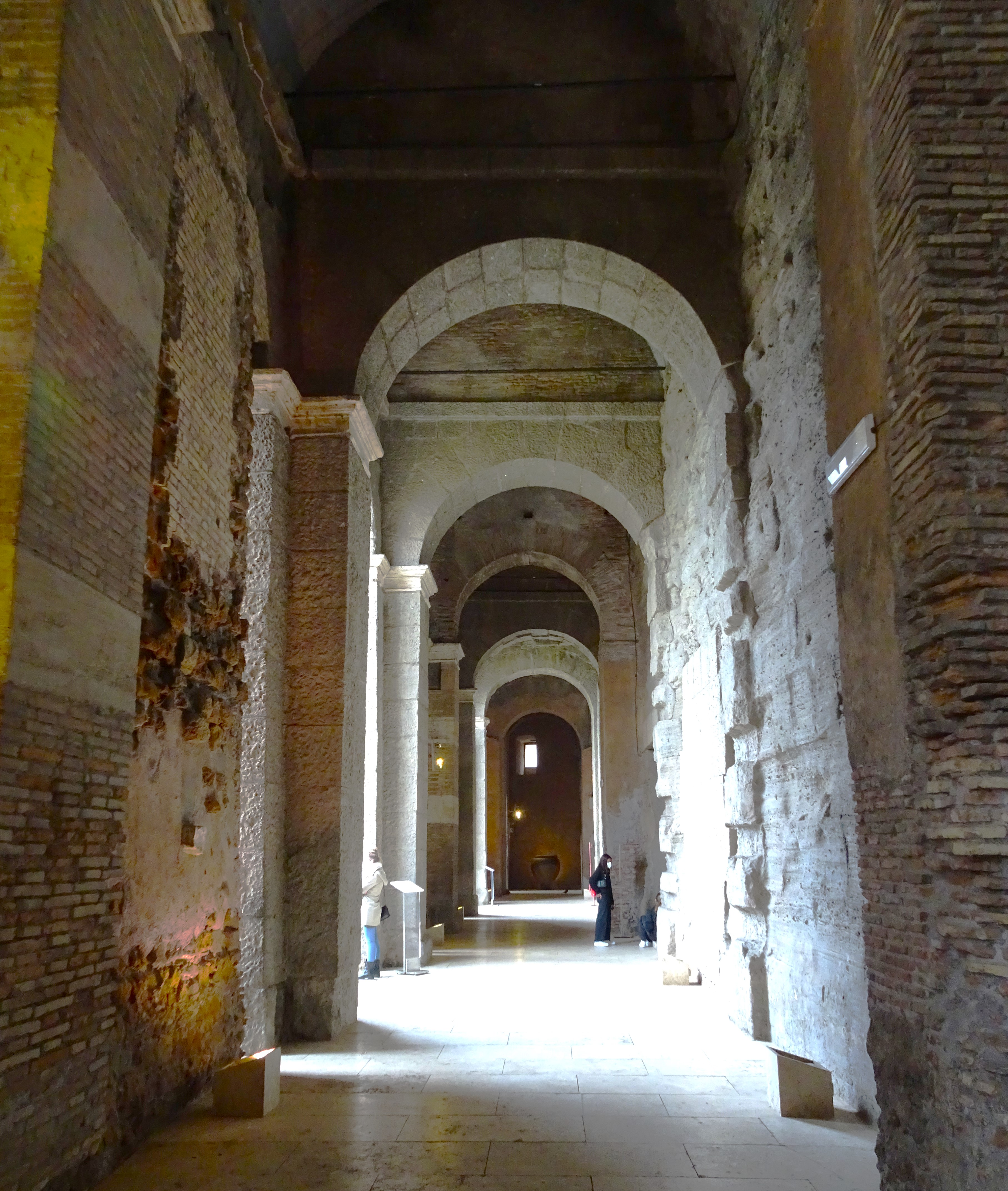
De porticus achter de bogen
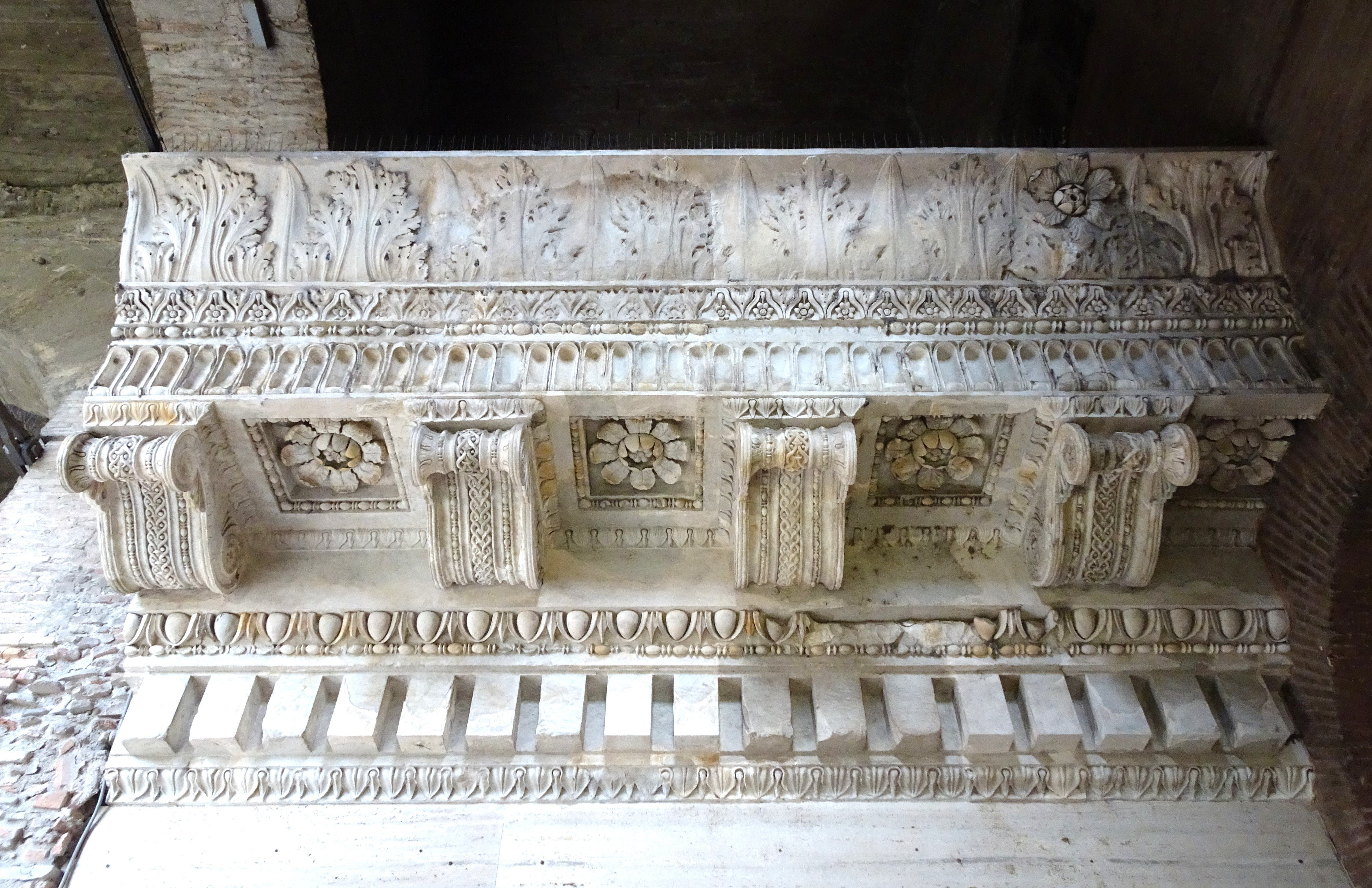
Fragment van de kroonlijst van de Concordia
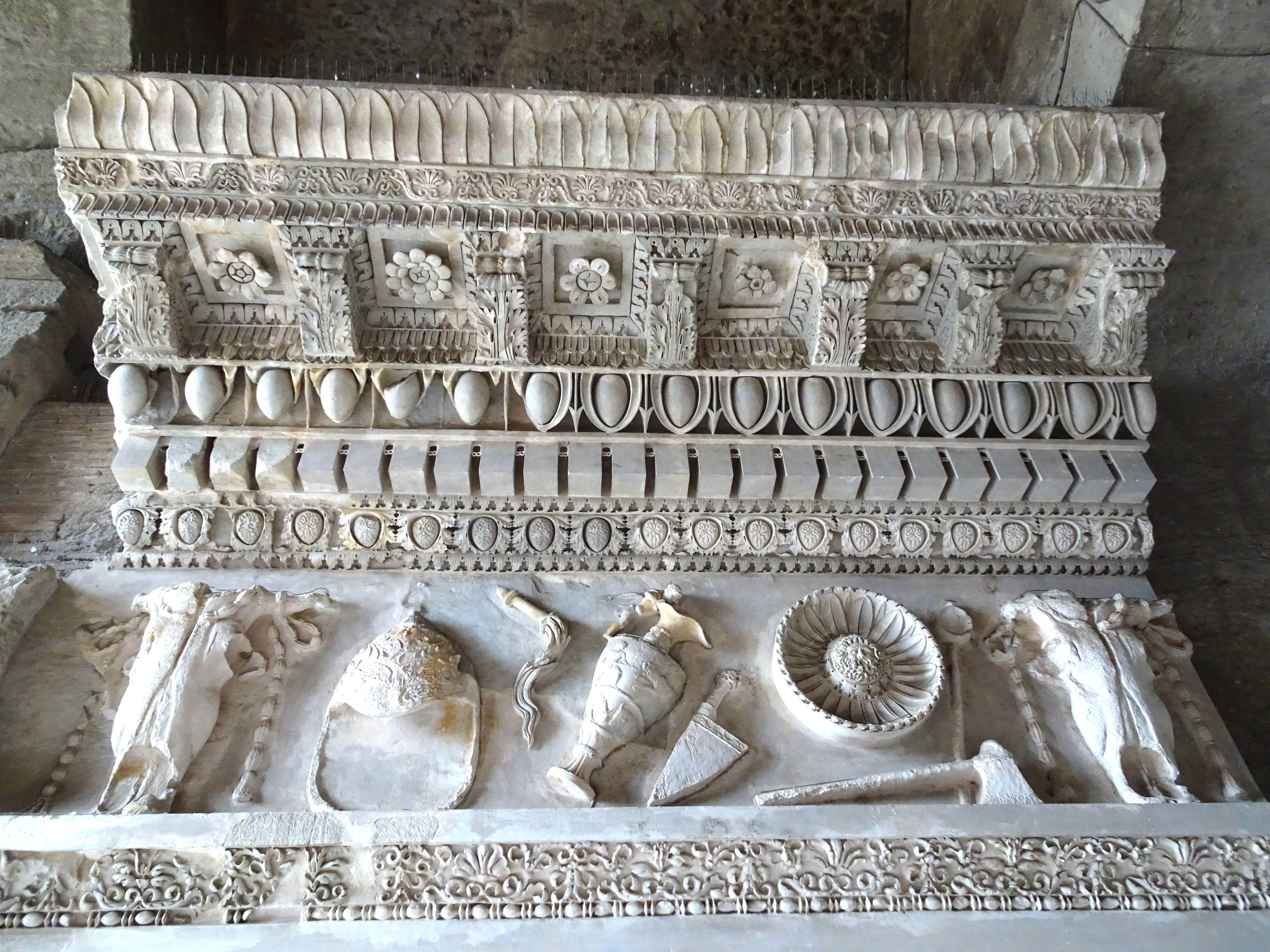
Fragment van de kroonlijst van de Tempel van Vespasianus en Titus
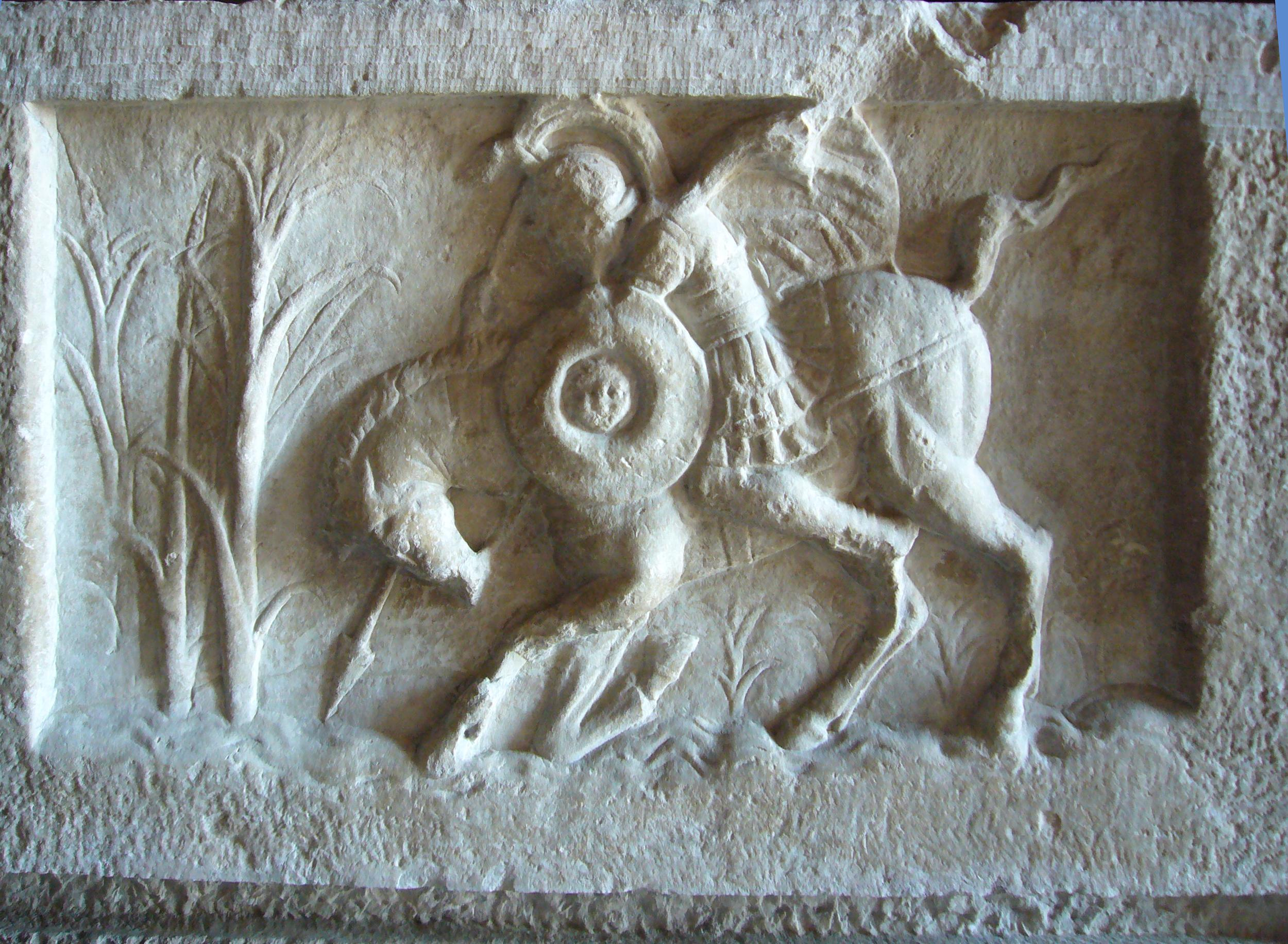
reliëf met voorstelling van Marcus Curtius
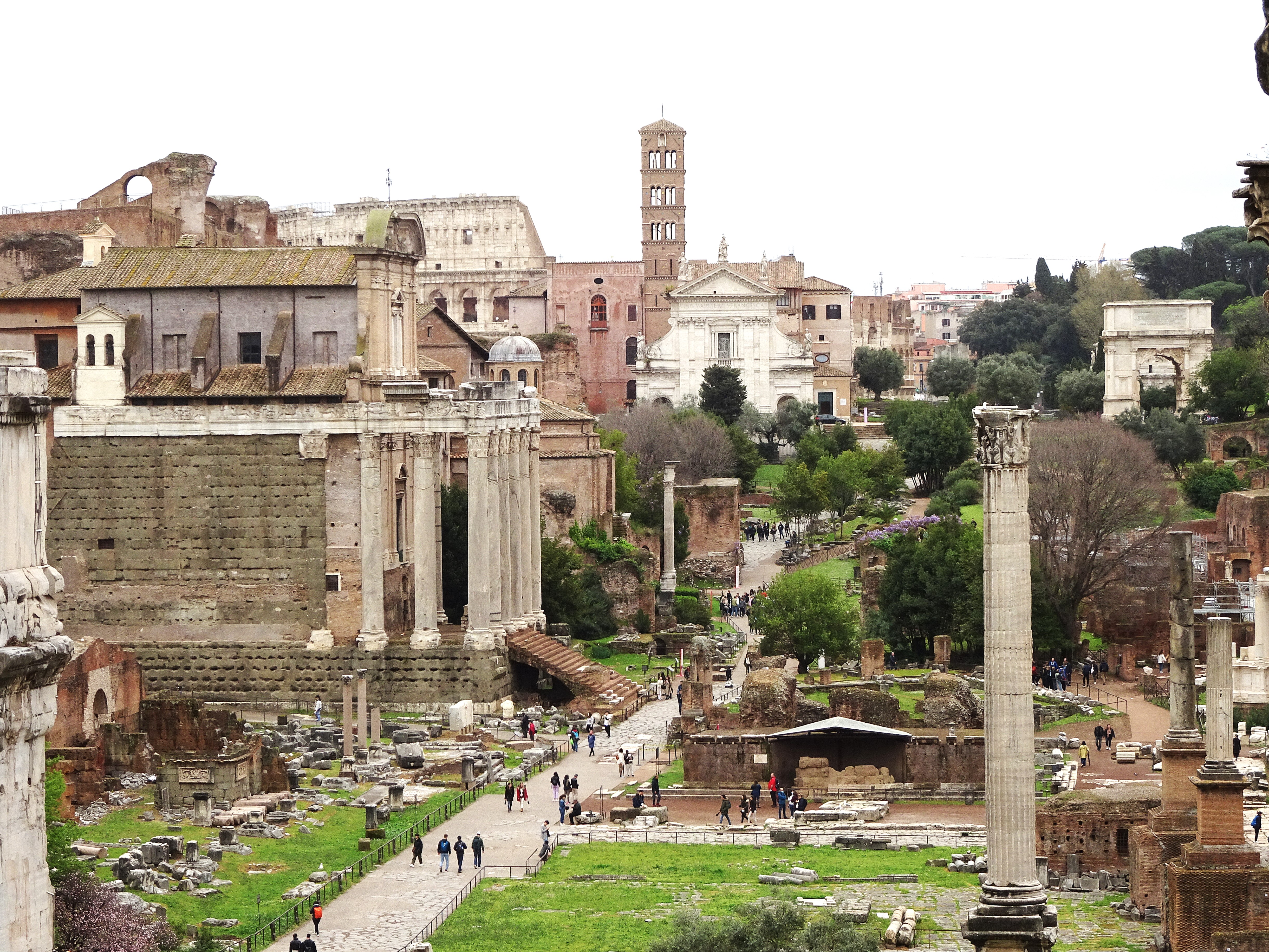
Het Forum Romanum gezien vanuit het Tabularium
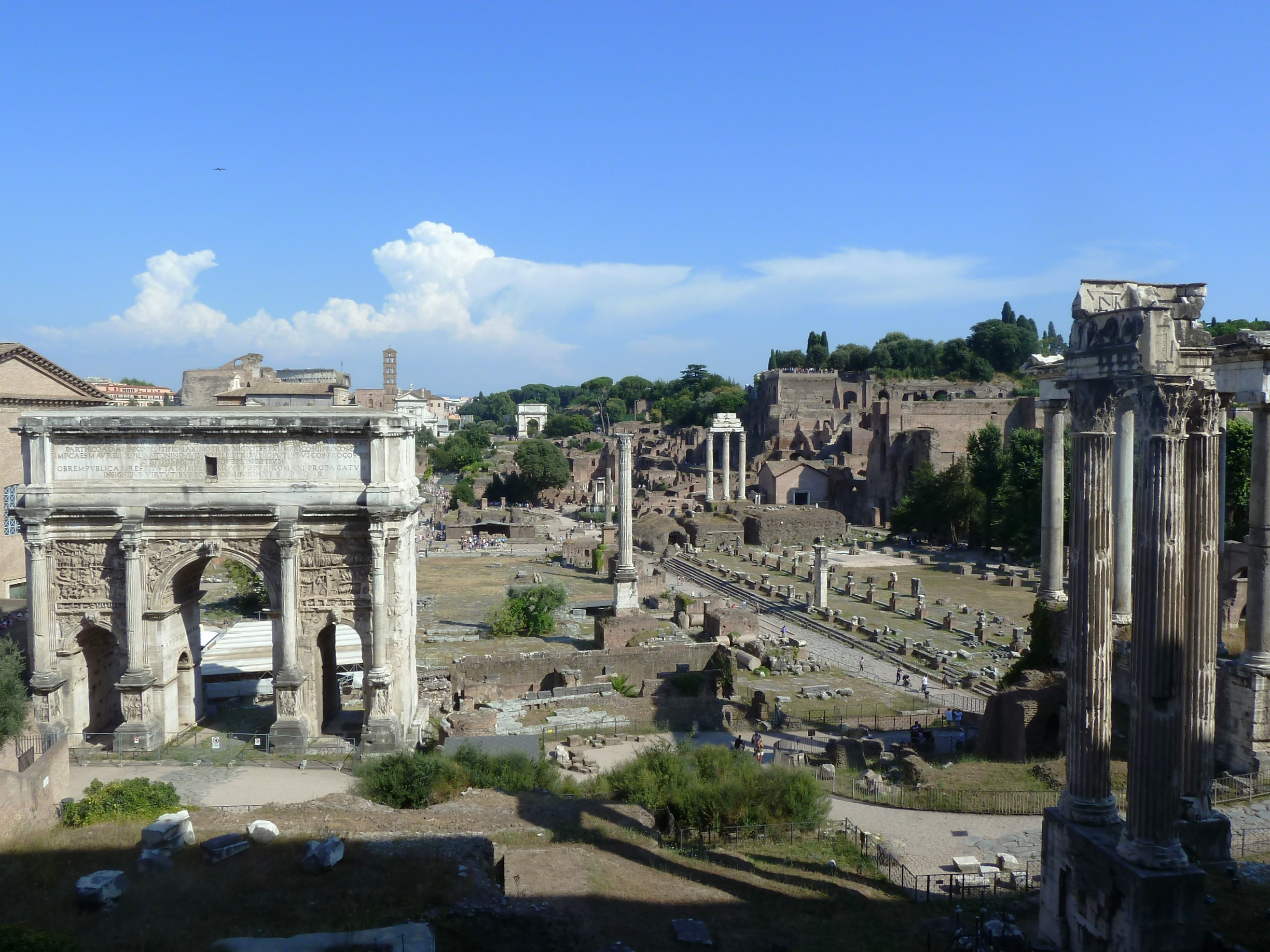
Forum Romanum en Palatijn gezien vanuit het Tabularium

## Geraadpleegde informatie
- (it) Touring club italiano, Roma. Il Touring club, Milano (1993). ISBN 88-365-0508-2. p. 408
- (it) F. COARELLI, Guida Archeologica di Roma, Verona, 1984, pp. 46-47
- (en) A. CARANDINI en P. CARAFA (ed.), The atlas of Ancient Rome : biography and portraits of the city, Princeton, New Jersey (2017). ISBN 978-0-691-16347-5. deel I p. 144 en 166.